# Sam Bick
Sam Bick (Saint Louis, 30 gennaio 1955) è un ex calciatore statunitense, di ruolo difensore e centrocampista.

## Carriera

### Club
Formatosi calcisticamente nella formazione calcistica della Quincy University, nel 1976 venne ingaggiato dalla neonata franchigia NASL del Minnesota Kicks. Con i Kicks raggiunse la finale della North American Soccer League 1976, giocata da titolare e persa contro i canadesi del Toronto Metros-Croatia.
Nelle due stagioni seguenti, sempre in forza ai Kicks, raggiunse entrambe le volte i quarti di finale nei play-off per il titolo.
Nella stagione 1979 passa ai californiani del S.J. Earthquakes, con cui non superò la fase a gironi del torneo. Anche la 
stagione seguente, nella quale trovcò scarso impiego, Bick con gli Earthquakes non riuscì a superare la fase a gironi. 
La carriera calcistica di Bick si interruppe nel 1980, ma proseguì quella nell'indoor soccer, sempre in forza ai St. Louis Steamers, vincendo la Major Indoor Soccer League 1984-1985.
Nel 2017 è stato inserito nella "St. Louis Soccer Hall of Fame".

### Nazionale
Nel 1976 ha giocato due incontri con la nazionale di calcio degli Stati Uniti d'America, esordendo nel pareggio per reti bianche contro Messico, venendo sostituito a partita in corso da Steve Ralbovsky, incontro valido per le qualificazioni al Campionato CONCACAF 1977 e Mondiali 1978.

## Statistiche

### Cronologia presenze e reti in Nazionale
| Cronologia completa delle presenze e delle reti in nazionale ― Stati Uniti | Cronologia completa delle presenze e delle reti in nazionale ― Stati Uniti | Cronologia completa delle presenze e delle reti in nazionale ― Stati Uniti | Cronologia completa delle presenze e delle reti in nazionale ― Stati Uniti | Cronologia completa delle presenze e delle reti in nazionale ― Stati Uniti | Cronologia completa delle presenze e delle reti in nazionale ― Stati Uniti | Cronologia completa delle presenze e delle reti in nazionale ― Stati Uniti | Cronologia completa delle presenze e delle reti in nazionale ― Stati Uniti |
| Data                                                                       | Città                                                                      | In casa                                                                    | Risultato                                                                  | Ospiti                                                                     | Competizione                                                               | Reti                                                                       | Note                                                                       |
| -------------------------------------------------------------------------- | -------------------------------------------------------------------------- | -------------------------------------------------------------------------- | -------------------------------------------------------------------------- | -------------------------------------------------------------------------- | -------------------------------------------------------------------------- | -------------------------------------------------------------------------- | -------------------------------------------------------------------------- |
| 3-10-1976                                                                  | Los Angeles                                                                | Stati Uniti                                                                | 0 – 0                                                                      | Messico                                                                    | Qual. Mondiali 1978                                                        | -                                                                          | 58’                                                                        |
| 12-11-1976                                                                 | Port-au-Prince                                                             | Haiti                                                                      | 0 – 0                                                                      | Stati Uniti                                                                | Amichevole                                                                 | -                                                                          |                                                                            |
| Totale                                                                     |                                                                            | Presenze                                                                   | 2                                                                          |                                                                            | Reti                                                                       | 0                                                                          |                                                                            |

## Palmarès

### Indoor soccer
- MISL: 1

St. Louis Steamers: 1984-1985